# عروسان غلستان
عروسان غلستان هي قرية في مقاطعة خور وبيابانك، إيران. يقدر عدد سكانها بـ 165 نسمة بحسب إحصاء 2016.